# Bildungspartnerschaft
Bildungspartnerschaft bezeichnet das Beziehungsmanagement von kindbezogenen Berufen bzw. Institutionen mit Dritten wie beispielsweise Eltern oder Unternehmen.

## Bildungspartnerschaft mit Eltern (Elternarbeit)
Als Oberbegriff für Bildungspartnerschaften von kindbezogenen Berufen bzw. Institutionen mit Eltern hat sich im deutschsprachigen Raum der Begriff Elternarbeit entwickelt.

## Bildungspartnerschaft mit Unternehmen
Die Kooperation von Schulen und Hochschulen mit Unternehmen wird ebenfalls als Bildungspartnerschaft bezeichnet. Ausgehend von den Erfahrungen in Baden-Württemberg werden solche Kooperationen zunehmend deutschlandweit gefördert und ausgebaut.

### Baden-Württemberg
Grundlage ist die „Vereinbarung über den Ausbau von Bildungspartnerschaften zwischen Schulen und Unternehmen in Baden-Württemberg“, die am 4. November 2008 zwischen der Landesregierung und Vertretern von Unternehmen und ihrer Verbände geschlossen wurde. Jede weiterführende allgemeinbildende Schule in Baden-Württemberg soll eine betriebliche Partnerschaft aufbauen und pflegen. Die Kooperationen können auch mit einem Verbund mehrerer Unternehmen und mit berufsbildenden Institutionen eingegangen werden.
Ziel der Partnerschaften ist, die ökonomische sowie naturwissenschaftlich-technische Bildung zu stärken, den Schülerinnen und Schülern die Vielfalt der Berufswelt darzustellen, Orientierung bei der Berufsfindung zu geben und den Übergang in Ausbildung, Studium und Beruf zu erleichtern.
Jeder Bildungspartnerschaft liegt eine schriftliche Vereinbarung zu Grunde, in welcher die Partner bestimmte Kooperationsaktivitäten festlegen. Die Maßnahmen müssen praxisnah passend zum Gegenstand des Partnerunternehmens sowie mit dem Lehrplan der jeweiligen Klassenstufen kompatibel sein. So könnten beispielsweise in der achten Hauptschulklasse im Fach Deutsch Bewerbungstrainings angeboten werden. Auch Praktika in den Betrieben sind denkbar.
Die Kooperationen werden auf mehrere Jahre abgeschlossen. Die Projekte werden hierfür in den Lehrplan integriert. Über die schülerbezogenen Projekte hinausgehende Abmachungen sind möglich.
Institutionalisiert werden die Bildungspartnerschaften über die IHK. Sie unterstützt beim Finden interessierter Kooperationspartner, begleitet und moderiert den Abstimmungsprozess der Partner und formuliert Kooperationsverträge. Auch die bedarfsorientierte Begleitung der Kooperation ist möglich.
In Baden-Württemberg sind eine Vielzahl von Bildungspartnerschaften entstanden, die größtenteils durch die Servicestellen der IHKs vermittelt wurden.

### Bayern
In Bayern gibt es seit 2016 eine Initiative der IHK München und Oberbayern für Bildungspartnerschaften. Grundlage ist ein Leitfaden zum Auf- und Ausbau von Bildungspartnerschaften.
Ziele sind:
- Stärkung der ökonomischen Bildung sowie des unternehmerischen Denkens und Handelns
- Stärkung von Bildungsangeboten im MINT-Bereich (Mathematik-Informatik-Naturwissenschaft-Technik)
- Unterstützung beim Übergang von der Schule in Ausbildung, Studium und Beruf
- Verbesserung der Ausbildungsreife sowie der Ausbildungs- und Studierfähigkeit der Schüler